# René le Greves
René Le Grèves (Parijs, 6 juli 1910 - Saint-Gervais, 25 februari 1946) was een Franse wielrenner. Hij was beroepsrenner van 1933 tot 1941.

## Carrière
Als amateurwielrenner won hij een zilveren medaille op de Olympische Zomerspelen 1932. Hij won in totaal zestien etappes in de Ronde van Frankrijk. Daarnaast won hij ook Parijs-Tours in 1935 en was hij tweemaal de eindwinnaar in het Internationaal Wegcriterium (1935, 1937). In 1936 werd hij bestraft na de wedstrijd Parijs-Tours, volgens de jury zou hij zich hebben voortgetrokken in de sprint aan kleding van andere renners. Le Greves overleed in 1946 na een ski-ongeluk.

## Belangrijkste overwinningen
1930
Parijs-Reims
1931
Parijs-Reims
1932
- Olympische Spelen ploegenachtervolging

1933
- Parijs-Caen
- Parijs-Rennes
- 22e etappe Ronde van Frankrijk

1934
- 2e, 5e, 10e, 21e etappe Ronde van Frankrijk

1935
- Parijs-Tours
- Internationaal Wegcriterium
- Omloop van Parijs
- 1e, 2e etappe Circuit du Morbihan
- Eindklassement Circuit du Morbihan
- 14e, 18e, 19e, 20e etappe Ronde van Frankrijk

1936
- Frans kampioen op de weg, Elite
- 5e, 12e, 13e, 14e, 17e, 20e etappe Ronde van Frankrijk

1937
- 1e etappe Parijs-Nice
- Internationaal Wegcriterium (met Roger Lapébie)

1938
- Parijs-Caen

1939
- Parijs-Sedan
- 18e etappe Ronde van Frankrijk

## Resultaten in voornaamste wedstrijden
| Jaar | Ronde van Italië | Ronde van Frankrijk | Ronde van Spanje |
| ---- | ---------------- | ------------------- | ---------------- |
| 1933 |                  | 19e (1)             |                  |
| 1934 |                  | 25e (4)             |                  |
| 1935 |                  | 15e (4)             |                  |
| 1936 |                  | 20e (6)             |                  |
| 1937 |                  |                     |                  |
| 1938 |                  |                     |                  |
| 1939 |                  | opgave (1)          |                  |

| Jaar | Parijs-Roubaix | Parijs-Tours |  | WK op de weg |
| ---- | -------------- | ------------ |  | ------------ |
| 1933 |                |              |  |              |
| 1934 | 4e             |              |  |              |
| 1935 |                | Goud         |  | opgave       |
| 1936 |                |              |  | opgave       |
| 1937 |                |              |  | opgave       |
| 1938 | 44e            |              |  |              |
| 1939 | 18e            |              |  |              |